# A Pipa e a Flor (teatro)
A Pipa e a Flor é um espetáculo teatral, apresentado pelo grupo Teatro do Grande Urso Navegante, com texto original do livro de literatura infantil da autoria do escritor e psicanalista brasileiro Rubem Alves adaptado por Laerte Asnis, professor de teatro e um dos membros do grupo de Canoeiros que se encontra semanalmente com Rubem Alves em Campinas. A peça estreou em 23 de Dezembro de 1999 e já fez mais de 450 apresentações em diversas instituições culturais e educacionais do Brasil. Em 2001 a peça foi apresentada em 55 escolas de Portugal, numa turnê que durou três meses.

## Ficha técnica
- Texto original: Rubem Alves
- Adaptação, encenação e direção: Laerte Asnis
- Teclado e direção musical: Valéria Peres
- Violino: Gabriel Zissi
- Duração: 50 minutos

Mas há um tipo de interpretação que eu amo. É aquela que se inspira na interpretação musical. O pianista interpreta uma peça. Isso não quer dizer que ele esteja tentando dizer o que o compositor queria dizer. Ao contrário. Possuído pela partitura, ele a torna viva, transforma-a em objeto musical, tal como ele a vive na sua possessão. Os poemas assim podem ser interpretados, transformados em gestos, em dança, em teatro, em pintura. O meu amigo Laerte Asnis transformou a minha história "A Pipa e a Flor" num maravilhoso espetáculo teatral. Pela arte do intérprete —o Laerte, palhaço—, o texto que estava preso ao livro fica livre, ganha vida, movimento, música, humor. Com isso, a história se apossa daqueles que assistem ao espetáculo. E o extraordinário é que todos entendem, crianças e adultos. Eu chorei na primeira vez que o vi.— Rubem Alves, em Folha Online, 2004

### Trechos das seguintes músicas são tocadas ao vivo nas apresentações acompanhadas pela Pianista/Tecladista
♪ A Banda começou a tocar  (C. Wards)
♪ O Cavaleiro Selvagem (Schumann)
♪ Dança Húngara (Brahms)
♪ A Primeira Dor (Schumann)
♪ Aves do Paraíso (Streabbog)
♪ Coppelia (Delibes)
♪ Marcha Nupcial (Mendelssohn)
♪ Se essa rua fosse minha (Folclore Brasileiro)
♪ A Dança das Borboletas (Salvador Callia)
♪ Valsa opus 39 n.º 15 (Brahms)
♪ Canção do Toureador (Georges Bizet)
♪ Marcha Eslava (Tchaikowsky)

Trechos improvisados das seguintes músicas são tocados ao vivo nas apresentações acompanhadas pelo Violonista
1) Estudo em Mi Menor - Autor: Francisco Tarrega (1852 - 1909)
2) Lágrima - Autor: Francisco Tarrega  (1852 - 1909)
3) Suite número 1 - Autor; Johann Sebastian Bach 91685-1750)
4) Feitiço da Vila - Autores: Oswaldo Gogliano (1910-1948) e Noel Rosa (1910-1937)
5) Minueto - Autor: Johann Sebastian Bach (1685-1750)
6) Se essa rua fosse minha - Autor: Desconhecido - Cancioneiro Folclórico Brasileiro
7) Brannca - Autor: Zequinha de Abreu (1880-1935)
8) Cantata BWV 208 - Aria: Schafe können sicher weiden - Autorr: J.S. Bach (1685-1750) - Execução Mecânica
9) Violin Clarinet best Jewish Klezmer Music - Execução Mecânica

## Outros livros de Rubem Alves
- Por uma educação romântica
- A escola com que sempre sonhei sem imaginar que pudesse existir
- Conversas com quem gosta de ensinar
- Histórias de quem gosta de ensinar
- Tempus Fugit
- A alegria de ensinar
- As contas de vidro e o fio de nylon
- Concerto para corpo e alma
- O amor que acende a lua
- O quarto do mistério
- O patinho que não aprendeu a voar